# 小池正晁
小池 正晁（こいけ まさあき、1884年（明治17年）2月23日 - 1941年（昭和16年）6月18日）は、日本陸軍の軍人、政治家。貴族院議員・陸軍軍医総監・正三位・勲二等・医学博士・男爵。男爵・小池正直の長男。東京市小石川（現・東京都文京区小石川）出身。

## 略歴
日本陸軍軍医・小池正直の長男として朝鮮釜山に生れる。1902年（明治35年）第一高等学校を首席で卒業する。1909年（明治42年）12月、京都帝国大学の分科大学である福岡医科大学（現・九州大学医学部）を卒業。
歩兵第3連隊（麻布三連隊）に入営。1910年（明治43年）6月、二等軍医となり、近衛歩兵第2連隊に配属された。1912年（明治45年）1月、東京帝国大学大学院に入学した。1914年（大正3年）1月15日、東京第一衛戍病院付 兼 陸軍軍医学校教官に就任。1913年（大正2年）12月31日に父が死去し、1914年（大正3年）1月20日、男爵を襲爵した。1920年（大正9年）ドイツ及びフランスに留学し、1922年（大正11年）に帰国。 同年4月1日、陸軍軍医学校教官に就任1923年（大正12年）4月9日、医学博士号（東京帝国大学）が授与された。
1931年（昭和6年）8月1日、東京第一・第二衛戍病院（現・国立国際医療研究センター戸山病院）長となり、以後、第1師団軍医部長、朝鮮軍軍医部長を歴任し、1935年（昭和10年）8月1日、陸軍軍医総監に昇進。1937年（昭和12年）3月29日、予備役に編入された。
1938年（昭和13年）6月4日、貴族院議員補欠選挙に当選し、公正会に所属し1941年（昭和16年）6月18日に死去するまで在任。享年58。

## 年譜
- 1910年（明治43年）6月 - 二等軍医
- 1912年（大正元年）12月 - 一等軍医
- 1914年（大正3年）
  - 1月15日 - 補 東京第一衛戍病院付 兼 陸軍軍医学校教官
  - 1月20日 - 男爵を襲爵。
- 1920年（大正9年）- ドイツ及びフランスに留学。
- 1922年（大正11年）- 帰国
  - 4月1日、補 陸軍軍医学校教官
- 1923年（大正12年）4月9日 - 医学博士号授与[8]
- 1931年（昭和6年）8月1日 - 東京第一・第二衛戍病院長
- 1932年（昭和7年）8月8日 - 第1師団軍医部長
- 1934年（昭和9年）3月5日 - 朝鮮軍軍医部長
- 1935年（昭和10年）8月1日 - 陸軍軍医総監[9]
- 1937年（昭和12年）3月29日 - 予備役編入
- 1938年（昭和13年）6月4日 - 貴族院議員補欠選挙当選
- 1941年（昭和16年）6月18日 - 死去

## 栄典
位階
- 1917年（大正6年）1月10日 - 正五位[10]
- 1924年（大正13年）1月21日 - 従四位[11]
- 1931年（昭和6年）9月1日 - 正四位[12]
- 1936年（昭和11年）10月1日 - 従三位[13]
- 1937年（昭和12年）4月28日 - 正三位[14]

勲章等
- 1914年（大正3年）1月20日 - 男爵襲爵[15]
- 1915年（大正4年）
  - 11月7日 - 大正三四年従軍記章[16]
  - 11月10日 - 大礼記念章（大正）[17]
- 1920年（大正9年）11月1日 - 大正三年乃至九年戦役従軍記章[18]
- 1921年（大正10年）7月1日 - 勲六等瑞宝章[19]
- 1926年（大正15年）1月27日 - 勲五等瑞宝章[20]
- 1931年（昭和6年）9月8日 - 勲四等瑞宝章[21]
- 1934年（昭和9年）4月29日 - 勲二等瑞宝章・昭和六年乃至九年事変従軍記章[22]

## 家族親族
- 高祖父：小池仲伯 - 米沢藩士
- 曽祖父：小池仲郁 - 蘭方医、米沢藩医
- 祖父：小池正敏 - 庄内藩医
- 父：小池正直 - 陸軍軍医総監、貴族院議員、男爵
- 母：小池金子 - 長崎県士族・亀田佐記の次女
- 義父：瀬川昌耆 - 医学博士
- 姉：小池貞子 - 北島多一（第2代日本医師会会長） 妻
- 妹：井内泰 - 井内勇（函館税関長） 妻。勇は佐賀藩士・井内伝一長男、東京帝国大学法科大学卒。のち朝鮮銀行検査長などを務めた。[23]
- 義兄：瀬川昌世 - 医学博士
- 妻：小池順子 - 瀬川昌耆の次女
- 長女：小池千賀 - 南達夫 妻
- 長男：小池正弘 - 男爵小池家3代当主
  - 孫（正弘・長男）：小池正毅 - 旧男爵小池家4代当主
  - 孫（正弘・長女）：小池成子 - 相原康彦（東京大学名誉教授）妻
  - 孫（正弘・次女）：小池晶子 - 滝川和秀妻
- 次男：小池正英
- 次女：小池直子 - 實吉純一（工学博士、第6代日本音響学会会長） 妻
- 三男：小池正忠 - 科学技術庁参事官
- 三女：小池慶子 - 佐々木洋興（理学博士、慶應義塾大学教授） 妻
- 弟：小池正彪  - 三井本社常務理事
  - 姪（正彪・長女）：小池郁子 - 福岡県士族 吉田良明 妻
  - 姪（正彪・次女）：小池恵子 - 川本文夫 妻
  - 姪（正彪・三女）：小池貴久子 - 岡本武雄 妻
  - 甥（正彪・長男）：小池正宣
  - 甥（正彪・次男）：小池正邦
- 弟：小池正教 - 農学士
- 妹：小池泰子 - 井内勇（朝鮮銀行理事） 妻
- 弟：小池正朝 - 医学博士、順天堂大学医学部教授、江東病院長
  - 甥（正朝・長男）：小池正純
  - 甥（正朝・次男）：小池正恒

## 著書
- 1925年（大正14年） - 『皮膚及花柳病講義録』 陸軍二等軍医正 小池正晁（著） 陸軍軍医団

## 参考資料
- 『皮膚及花柳病講義録』陸軍軍医団、1925年。
- 『男爵小池正直伝』佐藤恒丸編 東京陸軍軍医団、1940年。
- 『貴族院要覧（丙）』昭和21年12月増訂、貴族院事務局、1947年。
- 衆議院・参議院編『議会制度百年史 - 貴族院・参議院議員名鑑』大蔵省印刷局、1990年。
- 『昭和人名辞典』高野義夫、1987年。
- 『日本陸軍将官辞典』福川秀樹編著、芙蓉書房出版、2001年。ISBN 4-8295-0273-8

| 日本の爵位    | 日本の爵位                               | 日本の爵位    |
| ------------- | ---------------------------------------- | ------------- |
| 先代 小池正直 | 男爵 小池（正直）家第2代 1914年 - 1941年 | 次代 小池正弘 |